# Arripis
Los arrípidos (Arripidae) son una familia de peces marinos incluida en el orden Perciformes, dentro de la cual hay un solo género Arripis, comúnmente llamados salmones australianos aunque no están emparentados con los verdaderos salmones. Se distribuyen por el este de Australia y Nueva Zelanda. Su nombre procede del latín arripio, que significa tomar algo de repente.
Aleta dorsal blanda considerablemente más larga que la aleta anal; membranas branquiales no unidas por istmo; tres espinas anales características.
El término Arripidae, utilizado por muchos autores, se ha discutido que es incorrecto; Paulin sugirió Arripididae como otra ortografía más correcta.

## Especies
Existen 4 especies agrupadas en este género y familia:
- Arripis georgianus (Valenciennes, 1831) - Salmón áspero
- Arripis trutta (J.R.Forster, 1801) - Salmón de Australia
- Arripis truttacea (Cuvier, 1829)
- Arripis xylabion (Paulin, 1993 ) - Kahawai